# Памятник Пантелеимону-целителю (Батайск)
Памятник Пантелеимону-целителю — скульптурное сооружение, которое появилось в городе Батайске Ростовской области в 2013 году. Памятник был открыт в день памяти великомученика и целителя, который отмечают 9 августа.

## История
На пересечении улиц Ленинградской и Рыбной, в новом микрорайоне «Южный Берег» 9 августа 2013 года был открыт памятник Пантелеимону-целителю, изготовленный из бронзы. Известно, что Пантелеимон проживал в III—IV веке в городе Никомидия. Он служил больным и нищим. Считался покровителем врачей и целителем.
Скульптором стал житель Батайска Сергей Исаков, который является заслуженным художником Российской Федерации. Высота скульптуры составляет 5 м, включая 2-метровый постамент. В центре композиции размещается фигура святого Пантелеимона, которую окружают четыре ангела. Планируется, что вблизи памятника будет возведён храм, который будет носить имя Пантелеимона. Проект культового сооружения уже разработан.
Установку скульптуры благословил Меркурий, митрополит Ростовский и Новочеркасский. После открытия памятника был совершён молебен.